# Denklingen

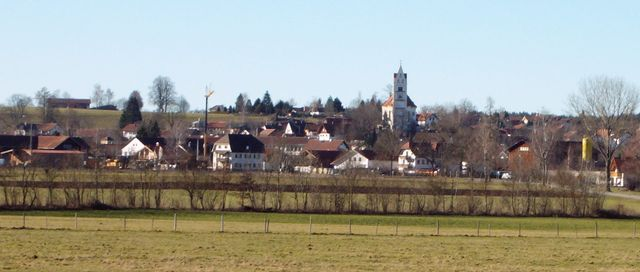
Denlingen od wschodu

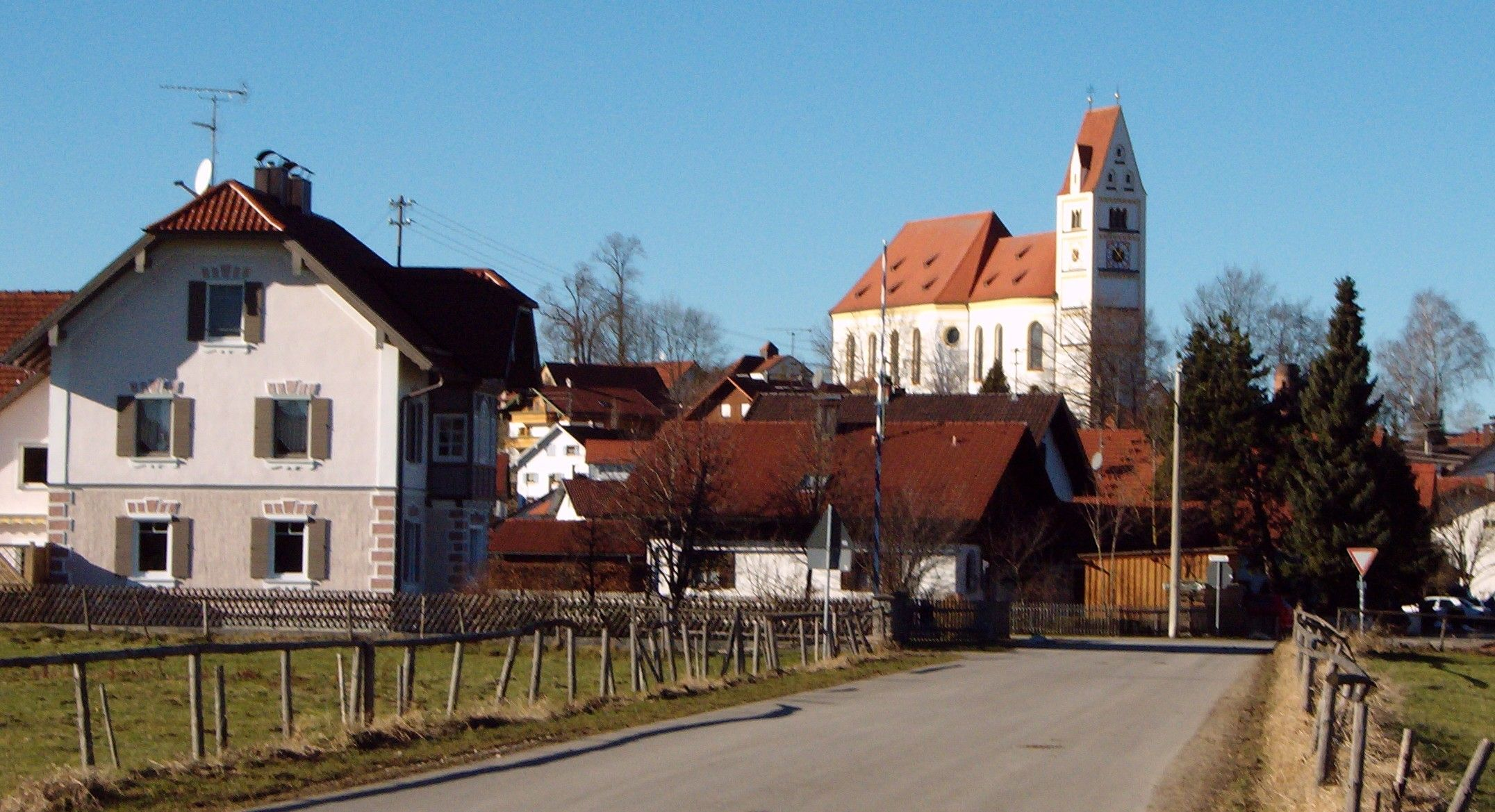
Kościół pw. św Michała (St. Michael)

Denklingen – miejscowość i gmina w Niemczech, w kraju związkowym Bawaria, w rejencji Górna Bawaria, w regionie Monachium, w powiecie Landsberg am Lech. Leży około 15 km na południe od Landsberg am Lech, przy drodze B17 i linii kolejowej Augsburg – Weilheim in Oberbayern.

## Dzielnice
- Denklingen
- Dienhausen
- Epfach

## Demografia
| Rok  | Liczba mieszk. |
| ---- | -------------- |
| 1970 | 1 842          |
| 1987 | 1 979          |
| 2000 | 2 324          |
| 2005 | 2 478          |

### Struktura wiekowa
Dane o ludności z 31 grudnia 2008:
| Opis                                | Ogółem | Ogółem | Kobiety | Kobiety | Mężczyźni | Mężczyźni |
| ----------------------------------- | ------ | ------ | ------- | ------- | --------- | --------- |
| Jednostka                           | osób   | %      | osób    | %       | osób      | %         |
| Populacja                           | 2482   | 100    | 1225    | 49,36   | 1257      | 50,64     |
| Wiek przedprodukcyjny (0–17 lat)    | 530    | 21,35  | 262     | 10,56   | 268       | 10,8      |
| Wiek produkcyjny (18–65 lat)        | 1550   | 62,45  | 739     | 29,77   | 811       | 32,68     |
| Wiek poprodukcyjny (powyżej 65 lat) | 402    | 16,2   | 224     | 9,02    | 178       | 7,17      |

## Polityka
Wójtem gminy jest Viktoria Horber, rada gminy składa się z 14 osób.
|      | CSU | FWGE | FWG | FWVD | NEL | UWV | Razem |
| 2008 | 4   | 3    | 2   | 1    | -   | 4   | 14    |
| 2002 | 5   | 2    | 4   | 1    | 2   | -   | 14    |